# 최창학 (1891년)
최창학(崔昌學, 일본식 이름: 松山 昌学 마쓰야마 마사가쿠[*], 1891년 ~ 1959년 10월 12일)은 일제강점기 및 광복 후 대한민국의 광공업 분야 대표적 친일 기업인이다. 일제강점기에 금광을 개발하여 부를 축척했고, 광복 뒤에는 대한민국 임시 정부 주석을 지낸 김구에게 자신의 별장인 죽첨장(경교장)을 제공하기도 했다. 김구선생의 사후 가족들과 임시정부 직원들을 내보내고, 그간의 사용료도 청구하였다. 평안북도 구성군 출신이며, 본적은 평안북도 정주군 곽산면이다.

## 생애

### 해방 이전
1923년부터 1929년까지 평안북도 구성군 소재 광산을 광업권으로 설정하면서 삼성금광(三成金鑛)을 창설한 뒤 일제 강점기 동안 조선인 최대의 광업자이며 천만장자로 불렸다. 일찍부터 사업가로 지냈고 평안북도 일대의 금광을 개발하여 거부가 되었다. 이후 구성 지역의 유지로 오산학교 제4대 이사장을 역임하는 등 여러 가지 활동에 참여했다. 1938년 최창학 일가족이 구성을 떠나 경성부로 이사했을 때 구성군과 평안북도의 세수입이 줄어들었다는 일화가 있을 정도였다.
서울 이사 후로는 여러 친일 단체에 참가하여 태평양 전쟁을 적극 지원했다. 1938년 조선방공협회의 경기도연합회 지부, 서대문지부 평의원을 시작으로, 친일 매체인 매일신보의 주주발기인과 상무취체역, 국민정신총동원조선연맹 발기인, 경성부 육군지원자 후원회 이사, 조선임전보국단 이사, 구일회 회원, 국민정신총동원운동 위원회 및 간사회 평의원 등을 맡았다.
자본가였던 만큼 거액의 국방헌금을 헌납하여 전쟁물자 지원에도 나섰다. 최창학의 기부 액수는 다른 사람들과는 차원이 달랐을 만큼 컸다.
1940년 7월 주식회사 경인기업(京仁企業)의 주주가 되었고 1000주 이상의 주식을 투자해 경인기업의 대주주 중의 한사람이 되었다.

### 해방 이후
광복 후에 대한민국 임시정부 요인들이 환국했을 때 서대문에 있는 그의 집에 머물기도 하였다. 또한, 김구에게 자신의 사유지내 별장인 서대문구 죽첨장(경교장)을 김구의 사저로 제공하기도 했다. 그 뒤 한독당의 재정적 후견인 중의 한사람이 되었다. 이후 경교장은 김구의 사저이자 대한민국 임시정부의 정부 청사로도 활용되었다.
그 뒤 김승학이 작성한 친일파 명단에 포함되는 등 최창학의 부일 협력 행위에 대한 인식은 있었으나, 반민특위가 해체되면서 별다른 처벌을 받지 않았다. 1945년 12월 조선광업중앙관위원회에 인계이사로 참여하여 일본인 소유였던 광산의 관리와 인계에 관여했고, 1949년 10월 제2차 전국광업자대회 준비위원으로 선정되는 등 광공업계에서 계속 활동한 기록이 남아 있다.
1949년 6월 26일 김구가 암살되자 최창학은 김구 유족 측에게 돈을 요구했고, 그 요구를 거절한 유족 측은 최창학에게 경교장을 반납했다. 그러나 한국 전쟁 이후 극심한 인플레이션으로 그의 가세가 기울면서 경교장은 처분되어, 여러 손을 거쳐 고려병원(현 강북삼성병원)의 소유가 되었다. 1950년 6월 한국 전쟁 중 피난하지 못하고 서울에 남아있었으나 무사히 살아남아 전쟁 이후 고리대금업에 종사하였다.
1955년 12월에는 세금 포탈 혐의로 치안국에 구속되었으나, 1957년 무죄 판결을 받았으며, 그 해 오산중·고등학교 이사장에 취임하였다. 1959년 10월 12일 한국식 나이로 69세를 일기로 수도의과대학(현 고려대학교 의과대학) 부속병원에서 심장마비로 사망하였다.

## 사후
2008년 민족문제연구소가 친일인명사전에 수록하기 위해 정리한 친일인명사전 수록예정자 명단 중 경제 부문과 친일단체 부문에 포함되었다. 친일반민족행위진상규명위원회가 발표한 친일반민족행위 705인 명단에도 포함되었다.

## 같이 보기
- 조선임전보국단
- 경교장
- 김구
- 방응모

## 참고자료
- 전갑생 (2003년 11월 4일). “전쟁 물자 제공에 앞장선 '천만장자' 최창학 - 조선인 최대의 광업자에서 황국신민으로 변신”. 오마이뉴스. 2008년 1월 23일에 확인함.
- 친일반민족행위진상규명위원회 (2009). 〈최창학〉. 《친일반민족행위진상규명 보고서 Ⅳ-18》. 서울. 428~459쪽.